# Philentoma
Philentoma Eyton, 1845 è un genere di uccelli della famiglia Vangidae.

## Distribuzione e habitat
Il genere è diffuso nel sud-est asiatico.

## Tassonomia
Il genere Philentoma veniva in passato inquadrato tra i Monarchidi. Studi di sequenziamento del DNA hanno rivelato affinità con i generi Tephrodornis e Hemipus (ex Campephagidae); i tre generi, temporaneamente segregati nella famiglia Tephrodornitidae Moyle et al., 2006 sono stati recentemente inclusi nella famiglia Vangidae.
Comprende le seguenti specie:
- Philentoma pyrhoptera (Temminck, 1836) - filentoma alirossicce
- Philentoma velata (Temminck, 1825) - filentoma pettomarrone